# Villate
Villate is een gemeente in het Franse departement Haute-Garonne (regio Occitanie) en telt 588 inwoners (1999). De plaats maakt deel uit van het arrondissement Muret.

## Geografie
De oppervlakte van Villate bedraagt 1,8 km², de bevolkingsdichtheid is 326,7 inwoners per km².
De onderstaande kaart toont de ligging van Villate met de belangrijkste infrastructuur en aangrenzende gemeenten.

## Demografie
Onderstaande figuur toont het verloop van het inwonertal (bron: INSEE-tellingen).

1. ↑  Populations de référence 2022.